# Toldi-vándordíj
A Toldi-vándordíjat 1973-ban Toldi Géza - a legendás ferencvárosi csatár - felajánlása alapján hozta létre a Ferencvárosi TC. A díjat idényenként a legjobb formájában lévő labdarúgója kapja a bajnokságban mutatott kiemelkedő teljesítményéért.

## Díjazottak
| idény     | díjazott                             | poszt               |
| --------- | ------------------------------------ | ------------------- |
| 1973–1974 | Bálint László                        | hátvéd              |
| 1974–1975 | Bálint László                        | hátvéd              |
| 1975–1976 | Martos Győző                         | hátvéd              |
| 1976–1977 | Magyar István                        | csatár              |
| 1977–1978 | Rab Tibor                            | hátvéd, középpályás |
| 1978–1979 | Vépi Péter                           | hátvéd              |
| 1979–1980 | Zsiborás Gábor                       | kapus               |
| 1980–1981 | Nyilasi Tibor                        | középpályás         |
| 1981–1982 | Nyilasi Tibor                        | középpályás         |
| 1982–1983 | Nyilasi Tibor                        | középpályás         |
| 1983–1984 | nem került kiosztásra                |                     |
| 1984–1985 | Takács László                        | középpályás, hátvéd |
| 1985–1986 | Zsiborás Gábor                       | kapus               |
| 1986–1987 | Dzurják József                       | csatár              |
| 1987–1988 | Fischer Pál                          | csatár              |
| 1988–1989 | Fischer Pál, Józsa Miklós (különdíj) | csatár / kapus      |
| 1989–1990 | Dzurják József                       | csatár              |
| 1990–1991 | Fischer Pál                          | csatár              |
| 1991–1992 | Wukovics László                      | csatár              |
| 1992–1993 | Wukovics László                      | csatár              |
| 1993–1994 | Wukovics László                      | csatár              |
| 1994–1995 | Lipcsei Péter                        | középpályás         |
| 1995–1996 | Igor Nicsenko                        | csatár              |
| 1996–1997 | Igor Nicsenko                        | csatár              |
| 1997–1998 | Horváth Ferenc                       | csatár              |
| 1998–1999 | Szabics Imre                         | csatár              |
| 1999–2000 | Horváth Péter                        | csatár              |
| 2000–2001 | Horváth Péter                        | csatár              |